# 모락초등학교
모락초등학교는 대한민국 경기도 의왕시에 있는 공립 초등학교이다.

## 학교 연혁
- 2006년 5월 25일: 학교설립인가
- 2008 8월 12일: 모락초등학교 학교명 수정
- 2009년 3월 1일: 개교

## 참고 자료
- 모락초등학교 - 한국교육학술정보원 학교알리미